# Ananász
| Energia 48 kcal 202 kJ |         |
| Szénhidrátok | 12.63 g |
| - Cukrok 9.26 g |         |
| - Étkezési rostok 1.4 g |         |
| Zsír | 0.12 g  |
| Fehérje | 0.54 g  |
| Tiamin (B1-vitamin) 0.079 mg | 7%      |
| Riboflavin (B2-vitamin) 0.031 mg                                                                                                | 3%      |
| Niacin (B3-vitamin) 0.489 mg | 3%      |
| Pantoténsav (B5-vitamin) 0.205 mg                                                                                               | 4%      |
| B6-vitamin 0.110 mg | 8%      |
| Folsav (B9-vitamin) 15 μg | 4%      |
| C-vitamin 36.2 mg | 44%     |
| Kalcium 13 mg | 1%      |
| Vas 0.28 mg | 2%      |
| Magnézium 12 mg | 3%      |
| Foszfor 8 mg | 1%      |
| Kálium 115 mg | 2%      |
| Cink 0.10 mg | 1%      |
| A százalékos értékek az amerikai felnőttek számára javasolt napi mennyiségre (RDA) vonatkoznak. Forrás: USDA tápanyag adatbázis |         |

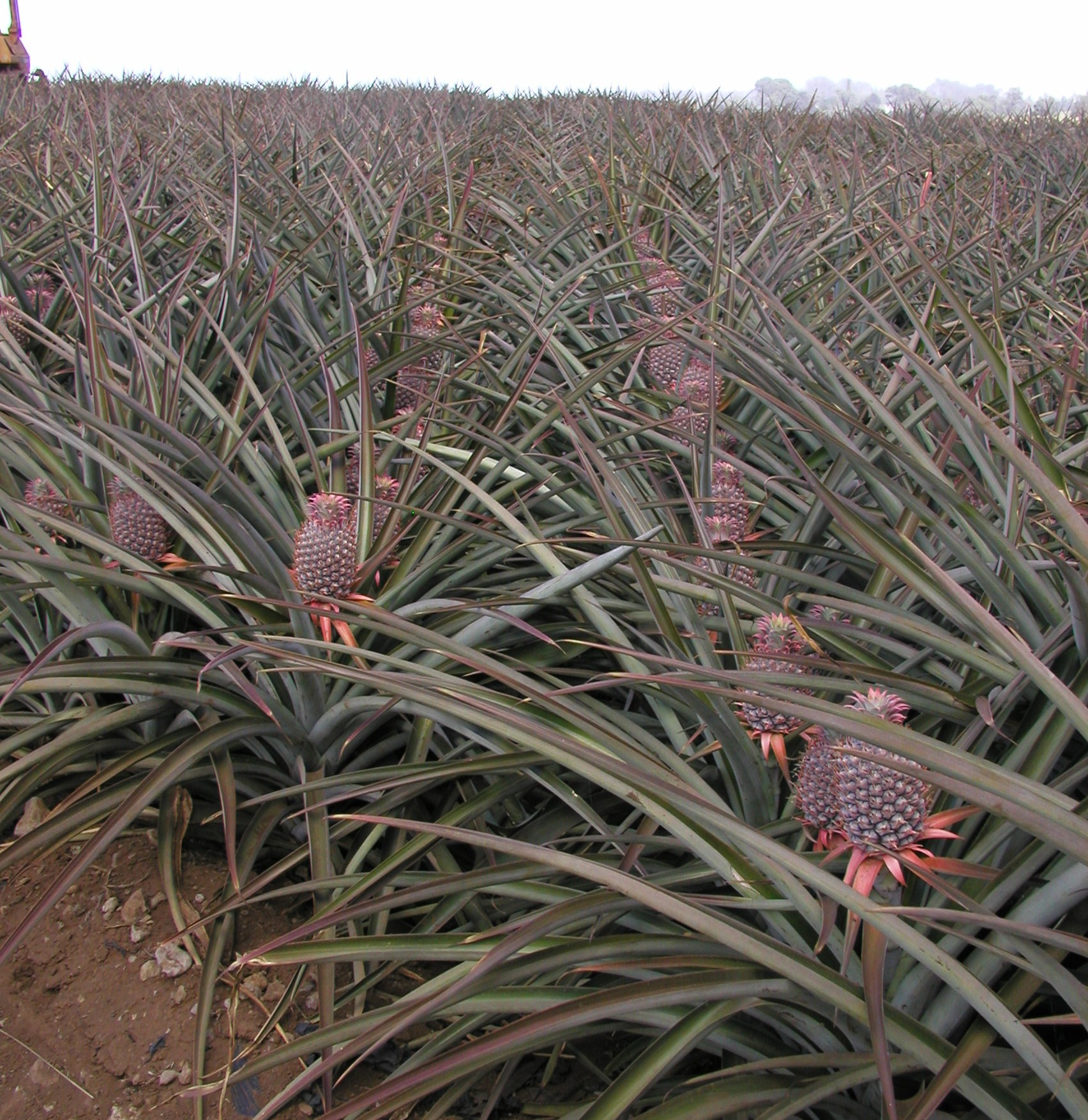
Ananászültetvény (Maui)

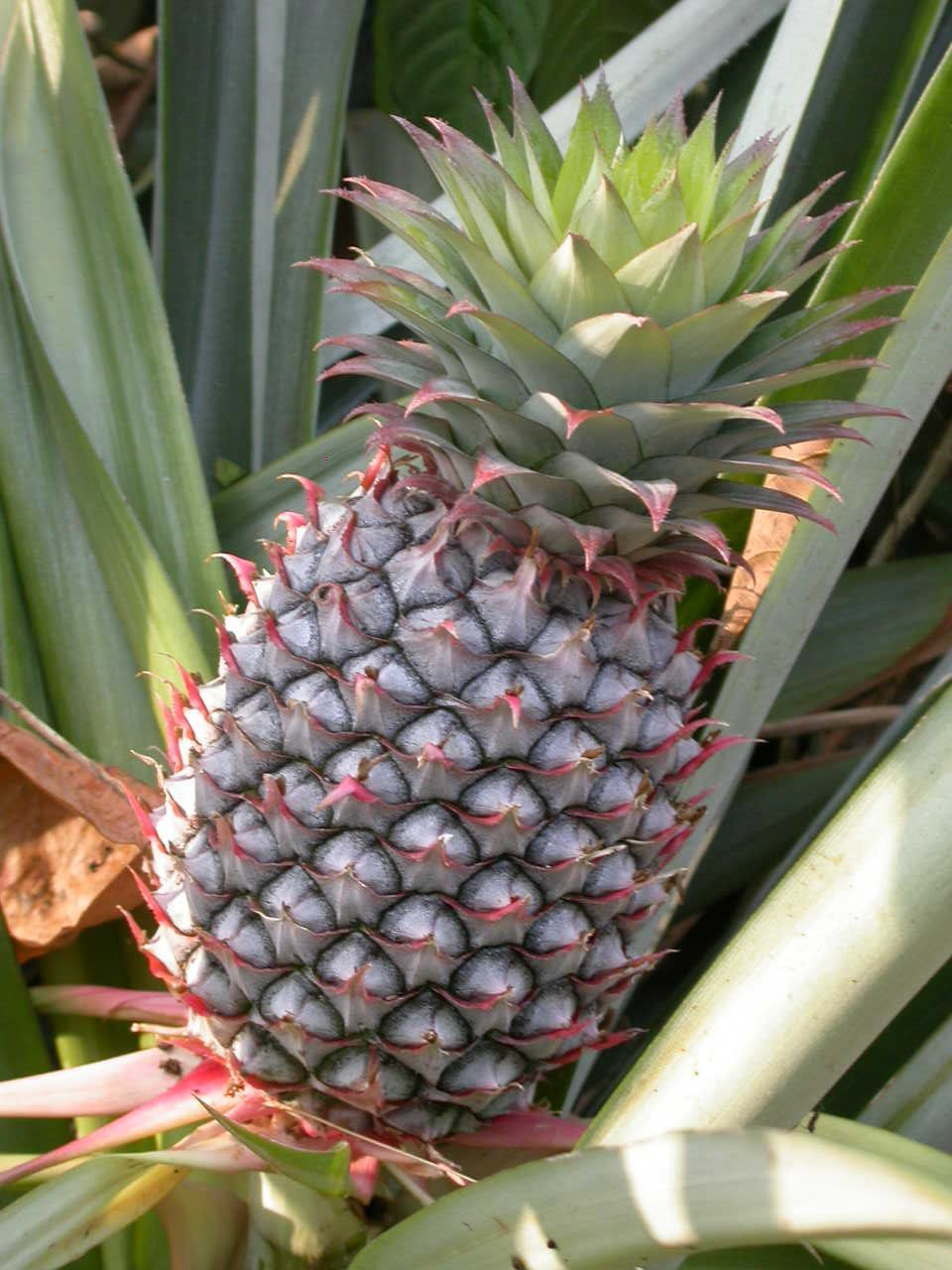
Ananász ültetvény

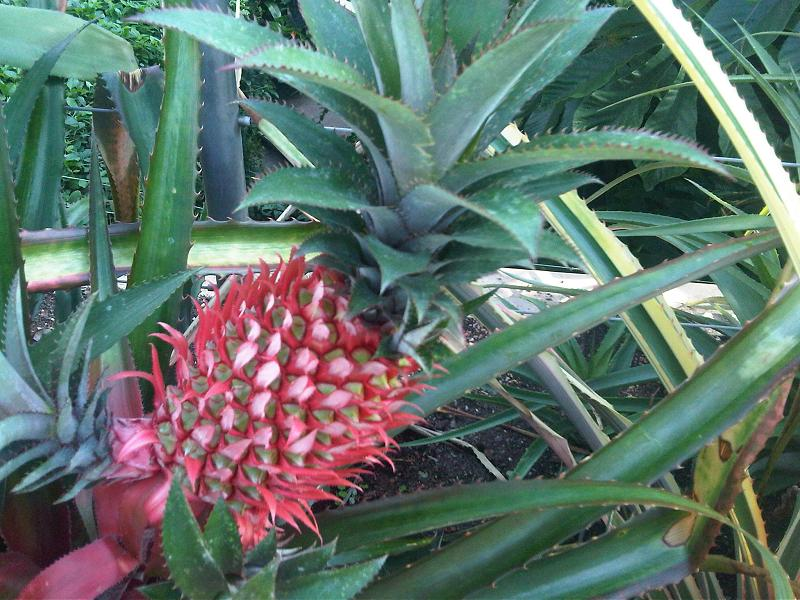
Ananas bracteatus a Királyi Botanikus Kertekben.

Az ananász (Ananas) az egyszikűek (Liliopsida) osztályába, a perjevirágúak (Poales) rendjébe és a broméliafélék (Bromeliaceae) családjába tartozó nemzetség.

## Rendszerezés
A nemzetségbe az alábbi 2 faj tartozik, minden más taxon e kettőnek valamelyik változatának bizonyult:
| Kép | Név                         | Általános név | Eredeti élőhely                                                                       |
| --- | --------------------------- | ------------- | ------------------------------------------------------------------------------------- |
|     | Ananas comosus (L.) Merr.   | ananász       | Az Andoktól keletre, Dél-Amerika északi részétől Argentína északi részéig.            |
|     | Ananas macrodontes E.Morren | hamis ananász | Brazília partvidéke, valamint a Paraná és Paraguay folyók medencéi Észak-Argentínáig. |

## Elterjedése, élőhelye
Előfordulása trópusi éghajlatú területeken, őserdőkben jellemző. Őshazája Dél-Amerika.
A Fülöp-szigeteken a 16. század elején leveleinek rostjából szöveteket készítettek.
A 19. századra hazánkban is elterjedt. Az Esterházy család Kismartonban lévő kastélyánál üvegházakban nevelte az ananászt, amelyből 1830-ban 400 db-ot szüreteltek.

## Megjelenése
Levelei egyszerűek, hosszúkásak, tőrózsában állók. A levelek csúcsa hegyes, szélük tüskés, színük zöld, levélnyél nincs. A levelek erezete párhuzamos. Örökzöld.

## Gondozás
A laza, tőzeges, tápanyagban szegény talajt kedveli. Bőségesen öntözzük, 2-3 naponta. Nem bírja a túlöntözést. Fényigénye nagy, a félárnyékot kedveli. Nem bírja a direkt napfényt. Hőigénye nagy. Fagyérzékeny. A növény sarjhajtással szaporítható.

## Fajtái
Az Ananas comosus Dél-Amerika forró vidékéről származik, de valamennyi meleg tartományban termesztik a 16. század óta (Kelet-India, Afrika, Mexikó stb.) Nálunk is termeszthető külön alacsony, de nagy hőfokú ananász-házban. Általában már 1535 óta termesztik. Spanyol, portugál tengerészek, kereskedők terjesztették el Kolumbusz után világszerte e növényt.
Az ananásznak sok fajtáját kedvelik. Kiváló fajták a Nervosa maxima és a Cayenne.
Levele merev, a szélén tövisesen fogas. Algyümölcsözete a mandolatermő fenyő tobozához hasonlít, s az egész gyümölcscsoport az igazi gyümölcsszemeknek a virágzat megpuhuló tengelyével, és a hegyelevelekkel való összeforradásából származik. Szára 30-60 centiméter magas, levele 16-26 centiméter hosszú, álló ék alakú, szálas. Virága lilaszínű, gyümölcse eleinte zöld, megérve sárga, mint a kukoricaszem, húsos, kellemes illatú, és szamócaízű, gyakran 3-4 kilogramm tömegű. A gyümölcsözeten a virágzat tengelye túlnő, s meddő levélkoronát visel. Az ananász a termesztés folytán nagyon megváltozott, gyümölcsének íze és zamata nagyon gyarapodott. A termesztett gyümölcs mindig nagyobb, s többnyire magvatlan.
A Celebeszen és Brazíliában elvadult ananász gyümölcse apró és íztelen, de jó magvat érlel. Ma 50-60 fajtája van, de ananászházakban csak mintegy 10 fajtát nevelnek. Németországban az Ananas sativa nervosa maximát tartják a legjobbnak. Európában az ananászt 1830 óta termesztik.
Az ananász a forró tartományokban üdítő ereje miatt kedvelt gyümölcs. Íze édes-savanyú, zamata nagyon finom. Friss gyümölcsöt szeletelve szokták fogyasztani. A trópusokon az ananász levéből megerjesztve gyümölcsbor, nanaja nevű likőr és szeszesital készíthető. Indiában orvosságnak is használják. Európában legtöbbre a cukorsüveg fajtát becsülik, mely kúp alakú és sárgás színű, továbbá a jajagná-t, mely szintén sárgás húsú, de apróbb és tojásdad alakú, íze pedig valamennyi fajtáénál finomabb.

## Termesztése
Az ananászt Brazíliában és Guyanában a földek körül ültetik s itt minden ápolás nélkül két év alatt gyümölcsöt hoz; Európában csak külön e célra berendezett ananász-tenyészőházakban nevelhető, ahol a tenyésző-házak berendezése s az alkalmazott különféle kertészeti fogások szerint 11/2 egész  3-4 év alatt ad gyümölcsöt. Szaporítása gyökérsarjak, az úgynevezett ananászfiak útján történik.

### Ananásztermesztő-növényház
Az idősebb, gyümölcsöt hozó ananásznövényeken ilyen gyökérsarjak nagy mennyiségben fejlődnek, de közülük csupán 3-4-et, a legerősebbeket szabad meghagyni, a többit már a kezdetben ki kell törni, mert különben gátolják a gyümölcs kifejlődését az anyatőn. Legalkalmasabbak a szaporításra azok a gyökérsarjak, amelyek a tőaljon képződnek, mert ezek földdel betakarva gyökeret fejlesztenek már akkor, amikor még az anyanövénnyel összefüggésben vannak. Ha már az anyatőről a gyümölcsöt levágták (a gyümölcsvágás rendesen július közepén kezdődik és szeptember végéig tart) és az ananászfiókok eléggé megerősödtek, akkor leveszik az anyanövényről. Ennek megtörténtével az ananászfiakat megtisztítják és a gyökérnyaknál elmetszik, a metszett sebet a rothadás megelőzése végett behintik faszén-porral. Az ananász-fiakat nem szabad sokáig állni hagyni, hanem mielőbb, mint dugványokat, megfelelő nagyságú - 10-12 centiméter átmérőjű - cserepekbe kell elültetni, melyeket legalább egyharmadáig mohával kell megtölteni. A cserepeket azután frissen (14 nappal előbb) készített melegágyban, földbe vagy fűrészporba süllyesztik. A melegágy fedele zárva marad mindaddig, amíg az ananász-fiak új gyökereket fejlesztenek. Ez általában 3 hét. A melegágy földjének legalább 31 °C. hőmérsékletűnek kell lennie, ha ez nagyon felmelegedne, akkor az ágyat szellőztetni kell. Ha már az ananász-fiak jól meggyökereztek, akkor az ágyat többször kell szellőztetni, a naptól nem kell megvédeni, és időnként kissé öntözni is lehet. Október végén, vagy november elején a melegágyból a cserepeket kiszedik és beviszik a tenyészházba, ahol a növényeket mérsékelten öntözik.
A következő évben, február közepén, legkésőbb márciusban, cserepestől frissen készített melegágyba süllyesztik a növényházból kihozott növényeket. Az ágyak fedelét mindig zárva kell tartani. A fejlődés ekkor lassanként megindul. Május elején újabb melegágyakat készítenek, amelyekbe most már nem cserepestől, hanem szabadon ültetik be az előbbi ágyakból kiszedett növényeket erősségük szerint különböző, átlag 30 cm távolságra. A kiültetésre a legalkalmasabb a meleg, borús idő. A beültetés után az ágyat gyengén meg kell öntözni és fedelét betenni, betakarni azonban csak a déli órákban szabad. Ha a növények megint meggyökereztek, akkor lassanként szellőztetik és öntözik. Amikor a napok hosszabbodnak, egyre több ideig szellőztetik és esténként egyre erősebben öntözik. Legjobb, ha reggel 9 órától délután 4 óráig fedetlenül maradnak a növények. Ebben az időszakban tanácsos minden 2-3 hétben trágyalével öntözni az ágyat. Ha a napok rövidülni kezdenek, az öntözés és szellőztetés gyengébb lesz. Októberig a növények jól megerősödnek és ekkor a gyümölcshozók az ananász-tenyészőházba kerülnek. Ezek alacsony, jól fűthető házak, melyek üvegfalain a világosság és a Nap melege minden oldalról bejut, de könnyen beárnyékolható és szellőztethető is. A házban ferdehajlású ágyak vannak készítve, melyekbe minden ültetés előtt tápdús, televényes mohával kevert laza földet tesznek. Elültetés előtt a növényeket meg kell tisztítani, valamennyi gyökerét éles késsel lemetszeni, valamint megmetszeni a tő alsó részét is, és behinteni a sebet faszén-porral. Az ültetési távolság körülbelül 50 cm. A növények oly mélyen kell ültetni, hogy alsó leveleiket a föld befedje. A tenyészházat addig, amíg a növények ismét meggyökereznek, árnyékban és állandóan 25-28 C. fokon kell tartani mintegy 4-5 hétig. Ekkora a növények már jól megerősödtek. Ezután a nyugalmi idő következik. A hőmérséklet lassanként 11-12 °C-ra kell csökkenteni és a növényeket teljesen szárazon tartani.
A nyugalmi idő február elejéig tart, ennek elteltével az ágyak földjét 31 °C-ra kell emelni, míg a tenyészház levegője lehetőleg alacsony fokon tartandó egészen addig, míg a gyümölcsrügy ki nem nyílik. Öntözni sem szabad, de ha ez megtörtént, akkor az ágyakat és a növényeket dúsan, minden reggel és este meg kell öntözni. A ház levegőjét is 25-31 °C hőmérsékletre kell emelni. A levélkoronát, amely a virágzaton átnőtt tengely csúcsán foglal helyet, vagy még a virágok kinyílása előtt, vagy az elvirágzás után ki kell vájni. Elvirágzás után is folyton bőven kell öntözni az ágyakat, permetezni a növényeket és trágyalevet alkalmazni egészen addig, amíg a gyümölcs érni nem kezd. Ezután az öntözést és permetezést teljesen abba kell hagyni. Ha ez az eljárás mellett a gyümölcs teljesen ki nem fejlődik, ami észrevehető arról, hogy a növény buján tovább nő, az esetben a növényeket ki kell húzni, valamennyi gyökerét lemetszeni és a tenyészházba újra beültetni.

## Szállítása
Az ananászt, ha szállításra van termelve, nem szabad teljesen megérve metszeni. Papírba csomagolva, szellős hideg helyen nyáron 3-4 hétig, télen 6 hétig lehet eltartani.

## Kártevői
Ellenségei a pajzstetvek közül a Coccus adonidum és a Coccus bromeliae, dohányöntözéssel kell kiirtani. A gyümölcsben kárt tehet még a fekete hangya (Lasius Niger) és a Szárazföldi ászkarákok közül a foltos pinceászka (Oniscus asellus) is.[forrás?]